# Buschmühle (Wegberg)
Die Buschmühle ist eine Wassermühle mit einem unterschlächtigen Wasserrad.

## Geographie
Die Buschmühle hat ihren Standort im Ortsteil Busch in der Mittelstadt Wegberg im Kreis Heinsberg an der Kreisstraße 10. Das Mühlengebäude steht auf der linken Seite vom Mühlenbach. Der Mühle vorgelagert ist ein großer Mühlenweiher, dessen Wasserspiegel bei 64 m ü. NN liegt. Oberhalb der Buschmühle liegt die Holtmühle und die Vollmühle, unterhalb liegen die Schrofmühle und die Molzmühle. Die Pflege und Unterhaltung des Gewässers obliegt dem Schwalmverband, der in Brüggen seinen Sitz hat.

## Gewässer
Die Buschmühle liegt am Mühlenbach, der in Herrath beginnt und an der Molzmühle in die Schwalm fließt. Der Mühlenbach hat eine Länge von 13.475 m. Der Bachbeginn liegt bei 77 m ü. NN, die Mündung bei 61 m ü. NN. Der Mühlenbach bildet zwischen Kipshoven und der Holtmühle die Stadtgrenze zwischen dem Kreis Heinsberg und der Stadt Mönchengladbach. Der vorgelagerte Mühlenweiher wird vom Mühlenbach in Ost-West-Richtung durchquert. Ursprünglich wurden am Mühlenbach fünf Mühlen mit Wasserkraft betrieben.

## Geschichte
Die Buschmühle ist die einzige Mühle, die auf der linken Seite des Mühlenbachs liegt. Sie gehörte zum Herrschaftsbereich Beeck im Herzogtum Jülich. Die Buschmühle war 1715 ein Lehen der Herrschaft Wickrath und der Reichsfreiherren von Quadt, der Vogt in Mönchengladbach erhält die Einnahmen. 1822 bekommt die Ölmühle mit Keilpresse statt eines Kollergangs Stampfer zum Zerkleinern der Ölsaat, daraufhin kann am Tag mehr als 5 Stunden gemahlen werden. Nach dem Zweiten Weltkrieg ist die Buschmühle die einzige und letzte Mühle in Wegberg, in der noch Öl geschlagen wird. Ab 1946 wird mit elektrischer Kraft gearbeitet, bis sie 1953 stillgelegt wird. Der letzte Müller ist hier Wilhelm Symes. Die Mahleinrichtung aus Getreide- und Ölmahlwerk ist komplett erhalten und seit der Restaurierung funktionstüchtig. Zwischen den beiden Weltkriegen wurde der Weiher zum Kahnfahren und zum Fischfang genutzt.

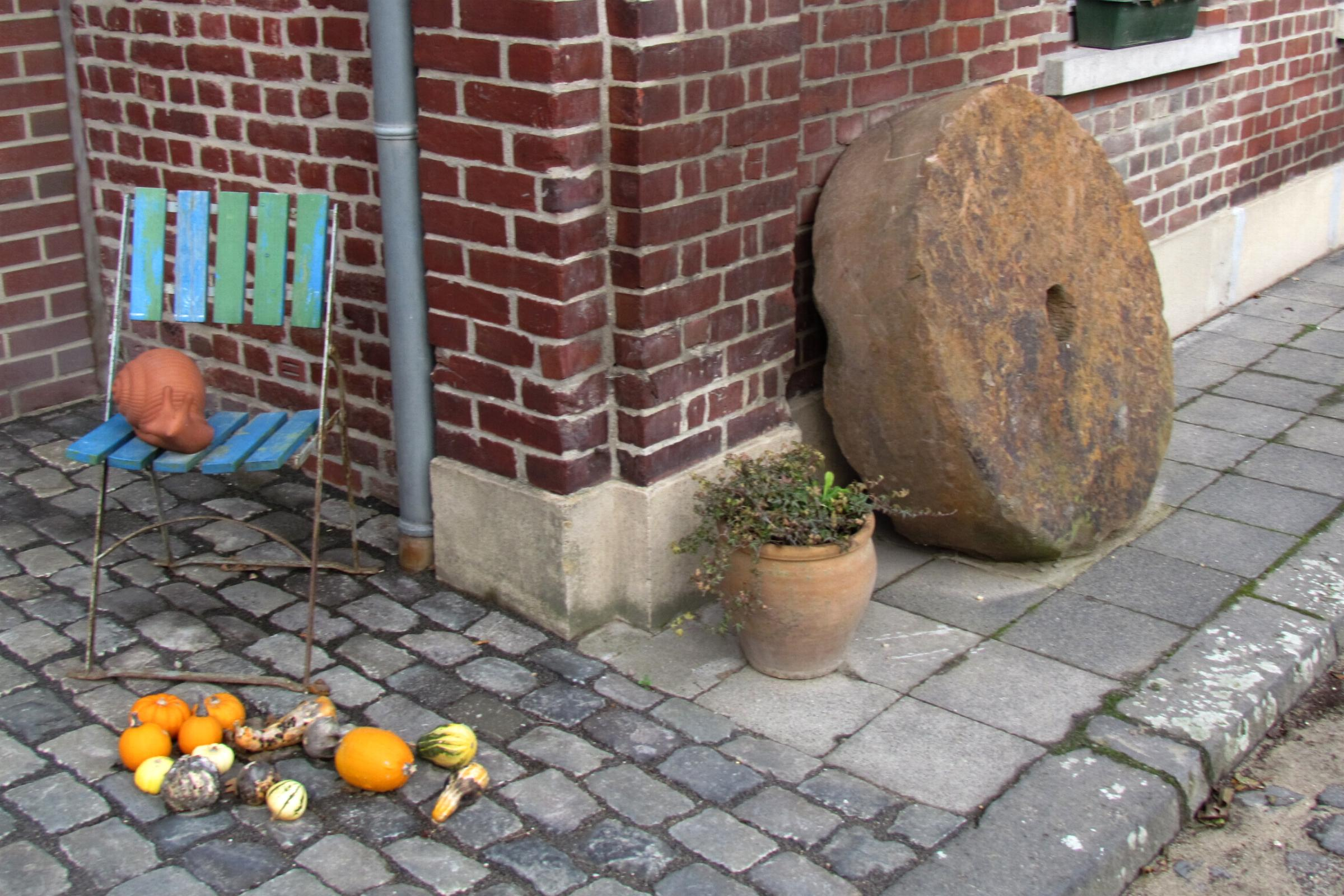
Alter Mühlstein in Herbststimmung
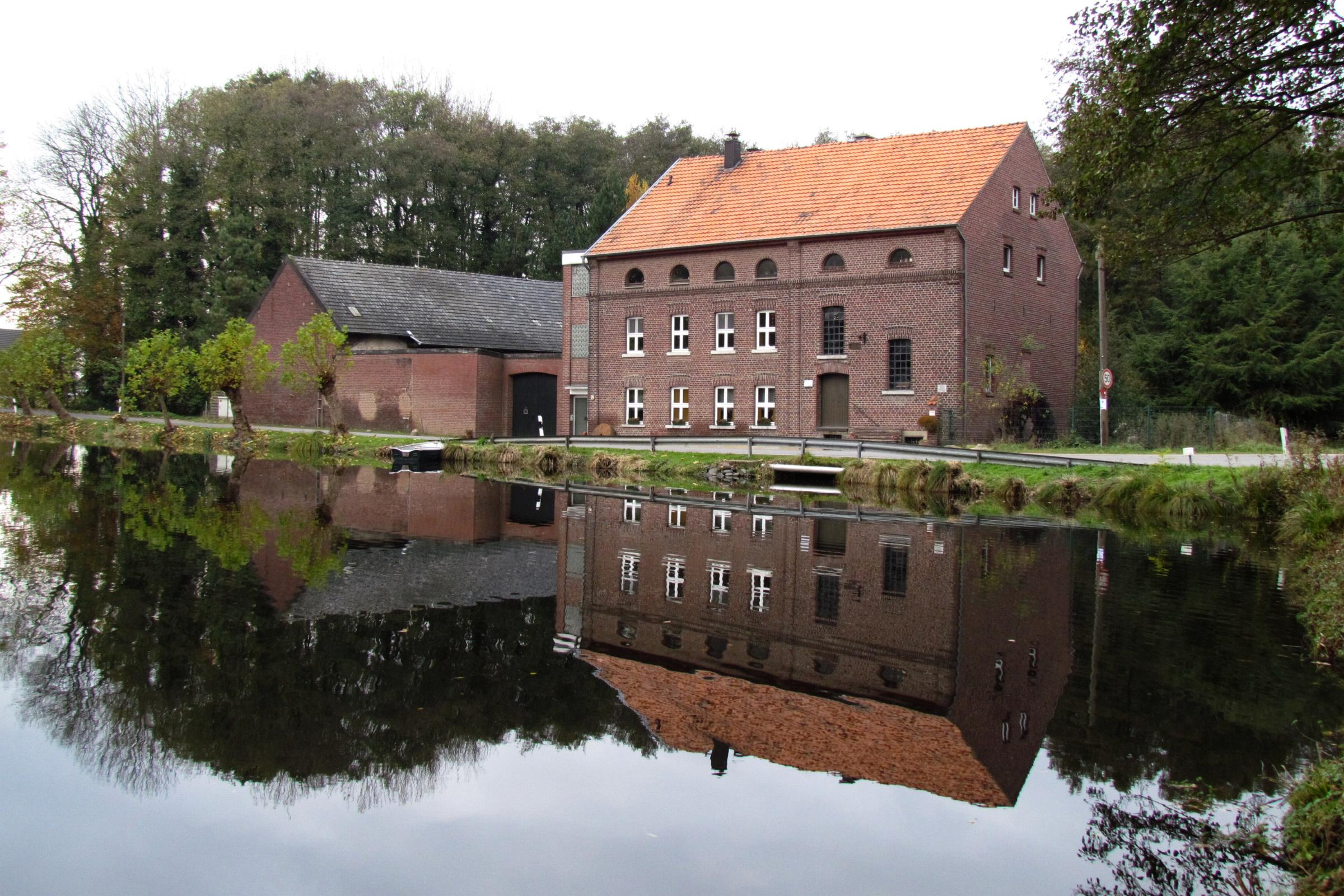
Die Buschmühle in Wegberg-Busch
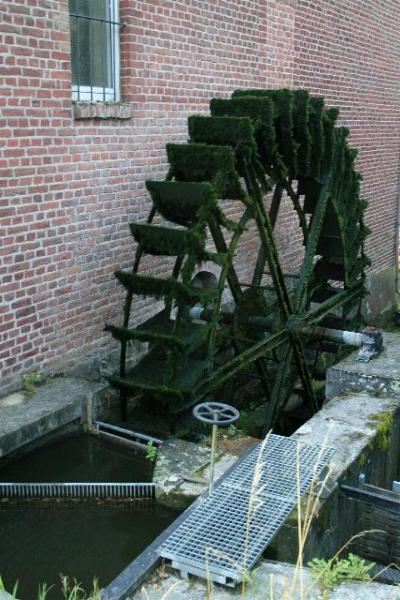
Mühlrad der Buschmühle
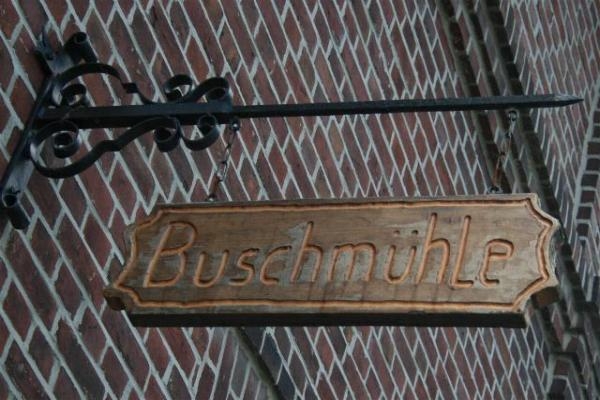
Namensschild Buschmühle
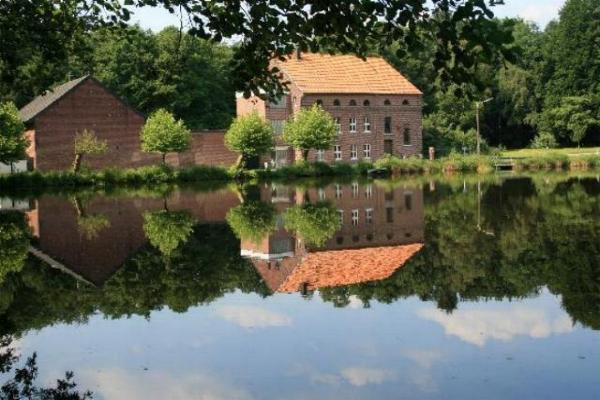
Buschmühle mit Mühlenweiher
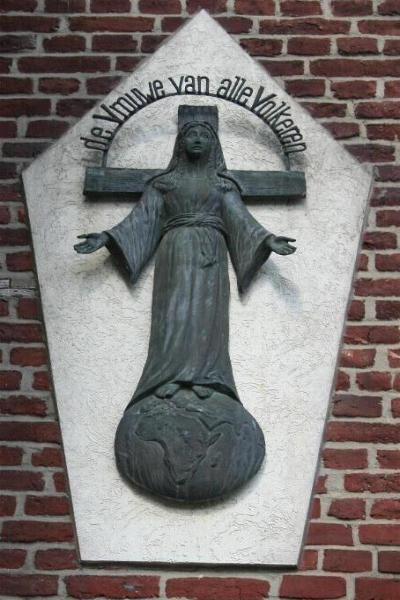
De Vrouwe van alle Volkeren
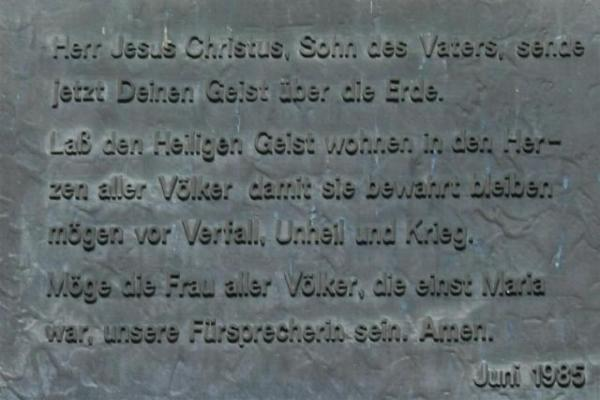
Gebetsvers an der Buschmühle